# Abdoulaye Djire
Abdoulaye Djire (Abidjan, 28 febbraio 1981) è un ex calciatore ivoriano, di ruolo centrocampista.

## Palmarès

### Club

#### Competizioni nazionali
- Campionato ivoriano: 4

ASEC Mimosas: 2000, 2001, 2002, 2003
- Coppa della Costa d'Avorio: 2

ASEC Mimosas: 1999, 2003